# Орион (Звёздный путь)
Орион (англ. Orion) — вымышленный внеземной гуманоидный вид в американской научно-фантастической франшизе «Звёздный путь», впервые появившийся в начальном пилотной серии «Клетка» сериала «Звёздный путь: Оригинальный сериал». Сьюзан Оливер изобразила первого Ориона, увиденного на экране, когда её человеческий персонаж Вина превратилась в одну из них, хотя оригинальный тест на макияж прошла Маджел Барретт. Отснятый материал впоследствии был использован в двухсерийном эпизоде «Зверинец». Ивонн Крейг, которая рассматривалась на роль Вины, позже сыграла Ориона в серии «Кого уничтожают боги».
Мужчины-орионцы впервые появились в сериале «Звёздный путь: Анимационный сериал» в серии «Пираты Ориона», но не появлялись в живом воплощении до сериала «Звёздный путь: Энтерпрайз» серии «Пограничье», в которой также фигурировали женщины-орионцы. Женщины Ориона также были замечены в фильмах «Звездный путь» и «Стартрек: Возмездие», а в мультсериале «Звездный путь: Нижние палубы» Орион является главным героем. Самки этого вида стали известны как рабыни Ориона, которые стали популярны среди фанатов в качестве костюмов.

## Разработка
Первое упоминание об Орионе было в первом наброске сценария Джина Родденберри для первоначального пилота «Клетка» будущего сериала «Звёздный путь: Оригинальный сериал». На этом этапе не было дано никакого дальнейшего описания, за исключением того, что они должны были быть инопланетянами с оригинальным внешним видом. К тому времени, когда проходил кастинг, было решено, что персонаж Ориона должен быть окрашен в зелёный цвет, в сценарии говорилось, что персонаж должен быть «Дикий! Зелёная кожа, блестящая, как будто смазанная маслом». Родденберри убедил руководителей NBC снимать в цвете, чтобы снизить затраты на декорации и чтобы зелёная кожа персонажа была видна на экране. Костюм для Вины был разработан Уильямом Уэра Тайсом, а Родденберри настаивал на том, чтобы он был более скудным. Фред Филлипс провел тесты макияжа до начала съемок серии. Поскольку актриса ещё не была выбрана на роль Вины, Маджел Барретт попробовала несколько разных оттенков. На неё нанесли зелёную жирную краску, проверили различные выдержки камеры и настройки освещения. Эти тестовые снимки были отправлены на проявку и получены обратно на следующий день.
К удивлению съемочной группы, Барретт на всех кадрах выглядел нормально телесным. Они попробовали ещё раз, применив гораздо более темный оттенок зелёного. Еще раз, когда были получены результаты, она совсем не выглядела зелёной. Попробовали в третий раз и получили тот же результат. Родденберри позвонил в лабораторию разработки из-за разочарования, но услышал их удивление по поводу того, что персонаж должен был быть зелёным. Они предположили, что оператор неправильно настроил камеру и потратил много времени, возвращая Барретту нормальный цвет.
На эту роль рассматривались несколько актрис, в том числе Иветт Мимо, Ивонн Крейг, Барбара Иден и Энн Фрэнсис. Первым выбором Родденберри была Сьюзан Оливер , чьё актёрское агентство заявило, что она была превосходной танцовщицей. Её убедил взять на себя роль Оскар Кац, исполнительный директор Desilu Productions. Он не пришел на съемочную площадку, чтобы избежать встречи с Оливером, так как недооценил сложность грима в роли.
Чтобы подготовиться к сценам Ориона, Оливер в течение недели занималась хореографией, позже заявив в интервью журналу Starlog, что она не была опытной танцовщицей. Съемка с Оливером в зелёной краске состоялась 4 декабря 1965 года, и в более позднем интервью актриса заявила: «Ещё до того, как начался танец, и я скромно стояла в стороне, это чувство витало в воздухе. Джин коснулся чего-то тёмное в человеческом подсознании; можно представить, что он делает что-то с зелёным другом, что он никогда не посмеет сделать с кем-то своего цвета». Из-за жары от студийного света и танцев она местами покрывалась пятнами, а местами высыхала. Части танцев Оливера были вырезаны, так как они были сочтены слишком сексуальными, наряду со сценой, где ее бьют плетью. Эпизод впоследствии был отклонен NBC как пилотный, но отснятый материал позже был использован в двухсерийном эпизоде «Зверинец». В отличие от других актеров из «Клетки», контракт Оливера не содержал пункта о повторном использовании отснятого материала, поэтому ей не выплачивались дополнительные гонорары. Первое появление Ориона мужского пола было показано в серии «Пираты Ориона» мультсериала «Звёздный путь:Анимационный сериал». Живые орионцы были замечены только представителями других видов.

### В сериале «Звёздный путь: Энтерпрайз» и фильме «Звёздный путь»
Сценарист Майк Сассман стремился ввести орионцев в серию «Аномалия» сериала «Звёздный путь: Энтерпрайз», но во время переписывания он был изменен на новый вид, называемый осаарцами. Во время пребывания Мэнни Кото в качестве организатора шоу в четвертом сезоне Орионцы были повторно представлены на экране впервые после «Оригинального сериала» в эпизоде «Пограничье» в 2004 году, когда мужчина-Орион впервые появился на экране. Бобби Сью Лютер была выбрана на роль главной рабыни Ориона в серии. Она исследовала историю расы в Интернете перед своим выступлением, поскольку раньше не была знакома с сериалом. Лютеру потребовалось четыре часа грима, чтобы быть готовым, и она описала его костюм как немного более скудный, чем тот, к которому она привыкла в качестве модели нижнего белья и бикини. Изопропиловый спирт использовался для удаления большей части зеленого макияжа, но Лютер сказал, что для того, чтобы снять остальную часть, потребовалось несколько дней. Профессиональный рестлер Биг Шоу был одним из нескольких актеров, сыгравших мужчин-орионцев в «Пограничье».
Ещё один эпизод, ориентированный на Ориона, был показан позже, в четвёртом сезоне. Ы серии «Связанный», три рабыни Ориона занимали центральное место в сюжете, сыгранном Сайей Баттен, Кристал Аллен и Мениной Фортунато. В этом случае макияж наносился с помощью распыления, но актрисам всё же потребовалось около четырех часов, чтобы подготовиться к съёмкам. После окончания «Энтерпрайза» перезагрузка привела к тому, что франшиза вернулась в эпоху «Оригинального сериала» с ремейком «Звёздного пути» 2009 года. Рейчел Николс выбрана на роль Ориона по имени Гайла, которая была вовлечена в отношения с Джеймсом Т. Кирком (Крис Пайн). Укладка её прически и макияжа занимал до шести часов каждый день, и выяснилось, что это окрашивает лицо Пайна в зеленый цвет после того, как сняли сцену, в которой они целуются. Николс была разочарована тем, что не вернулась к роли в следующем фильме «Стартрек: Возмездие». Были также сняты сцены для «Звёздного пути» с участием Диоры Бэрд в роли второй женщины Ориона, но они были вырезаны и позже включены в качестве удаленной сцены в выпуски домашних СМИ. Роберто Орчи, один из сценаристов фильмов о перезагрузке, предположил в интервью UGO Networks, что эти орионские женщины были освобождены из рабства с помощью подземной железной дороги.

## Внешность
Официальный веб-сайт «Звёздного пути» описывает расу Ориона как организованную в «свободную нацию или империю», также называемую Синдикатом Ориона. Они известны своей преступной деятельностью, такой как пиратство, незаконная добыча полезных ископаемых и эксплуатация чёрного рынка. Первое их появление в хронологии «Звёздного пути» было в серии «Пограничье» сериала «Звёздный путь: Энтерпрайз», когда звездолёт «Энтерпрайз» (NX-01) под командованием капитана Джонатана Арчера (Скотт Бакула) отправился в область космоса, известную как пограничная зона, расположенную между клингонами и Космосом Ориона. Там на них нападают два корабля Ориона и похищают несколько членов экипажа. Звездолёт выслеживают их на невольничьем рынке Ориона с помощью Арика Сунга (Брент Спайнер) и спасают. В серии «Связи» с экипажем связывается корабль Ориона, капитаном которого является Харрад-Сар (Уильям Лакинг), который предлагает установить отношения между Синдикатом Ориона и Звездным флотом. Чтобы отпраздновать новое предприятие, Арчеру дарят трех женщин Ориона Наваар (Кийя Баттен), Д'Неш (Кристал Аллен) и Марас (Менина Фортунато). Феромоны женщин начинают воздействовать на команду, за исключением младшего командира Т'Пол (Джолин Блэлок) и командира Чарльза «Трипа» Такера III (Коннор Триннир), которые успешно работают вместе, чтобы предотвратить кражу корабля Орионцами. Во время разговора между Арчером и Харрад-Саром Орион признается, что это три женщины главные, а он их раб.
Талосианцы стремятся вызвать влечение между капитаном Кристофером Пайком (Джеффри Хантер) и Виной (Сьюзан Оливер) в «Клетке». Она была женщиной, которая пережила крушение космического корабля на Талосе IV, и талосианцы спроектировали серию иллюзий, сначала чтобы представить её как здорового человека, но чтобы начать привлечение, сначала как принцессу из Средневековья, затем как рабыня Ориона и, наконец, как олицетворение жены Пайка. Эти события рассматриваются во время военного трибунала над Споком (Леонард Нимой) капитаном Джеймсом Т. Кирком (Уильям Шатнер) в «Зверинце». В серии «Путь на Вавилон» орионцы пытаются сорвать конференцию Федерации, вставив агента, замаскированного под лидера андорианской делегации, Телева (Уильям О'Коннелл). Агент убивает лидера телларитской делегации Гэва (Джон Уиллер), обвиняя посла Сарека (Марк Ленард). После того, как «Орион» ранил капитана Кирка, его уловка была раскрыта, а преследующее судно «Орион» уничтожено. В серии «Кого уничтожают боги», когда звездолёт «Энтерпрайз» прибывает на Эльбу II, планету с подземной психиатрической лечебницей, они находят Гарта Изара (Стив Игнат), выдающего себя за управляющего учреждением. Он пытается использовать женщину Ориона, Марту (Ивонн Крейг), чтобы повлиять на команду «Энтерпрайза». Когда это не удается, он изгоняет её на негостеприимную поверхность планеты, убивает. Этот эпизод был первым случаем во франшизе, когда было показано появление настоящего Ориона.
Синдикат Ориона упоминается в «Глубоком космосе 9» как преступная организация, например, в «Чести среди воров», в котором вождь Майлз О'Брайен (Колм Мини) находится под прикрытием в Синдикате разведкой Звёздного Флота. В ремейке «Звёздного пути» 2009 года альтернативная вселенная создается после того, как ромуланец Неро (Эрик Бана) и его корабль «Нарада» путешествуют во времени с целью мести после разрушения их родного мира. В то время как Джеймс Т. Кирк (Крис Пайн) посещает Академию Звёздного Флота, у него романтические отношения с женщиной Ориона по имени Гайла (Рэйчел Николс), которая является соседкой по комнате Ниоты Ухура (Зои Салдана). В сиквеле «Звёздный путь: Возмездие» Орион виден в толпе в Сан-Франциско.
Мультсериал «Звёздный путь: Нижние палубы», вышедший в эфир в 2020 году, впервые показывает главного героя Ориона, Д'Вана Тенди, научного сотрудника, которого озвучил Ноэль Уэллс.

## Приём

### Фанаты
Поклонники «Звёздного пути» полюбили Орионцев, особенно образ рабыни Ориона, что сделало его популярным выбором для косплея на съездах научной фантастики. Сюда входит танцевальная труппа, посвященная Ориону, под названием «Orion's Envy». После окончания «Энтерпрайза» было создано несколько фанатских «веб-сериалов «Звёздный путь» , в том числе Звёздный путь продолжается», который следует за событиями «Оригинального сериала». Второй эпизод, «Лолани», был посвящен событиям, последовавшим за убийством трех телларитских членов экипажа грузового судна и обнаружением того, что рабыня Ориона пережила инцидент. Лу Ферриньо, известный своей ролью Халка в телесериале «Невероятный Халк» 1978 года, появился как такой же зелёный мужчина Орион.

### Критики
Джастин Эверетт в своем эссе «Фан-культура и переориентация «Звёздного пути»» описал появление Орионцев в четвертом сезоне «Энтерпрайза» как попытку Кото вернуть зрителей к сериалу. Однако он описал самих женщин Ориона как предоставляющих зрителю «эротическое порно». Что касается той же внешности, Дэвид Гревен написал в своей книге «Гендер и сексуальность в «Звёздном пути», что влечение мужчин на «Энтерпрайзе» продемонстрировало «чрезвычайную гетеросексуальность всей серии «Поход», поскольку ни один из них не может сопротивляться им, как и никто из них». Женщины испытывают такое же влечение. Что касается их танцев, он обнаружил, что они «похожи на резкие движения птиц», ссылаясь на то, что сирены из греческой мифологии имеют некоторые общие черты с людьми, а другие — с птицами.

## В других СМИ
- «Зелёная девушка» — биографический документальный фильм 2014 года о «Сьюзан Оливер, названной так в честь её роли в «Клетке».
- Действие пародийного эпизода Опасный Генри» 2015 года «Разрушители снов» (название которого является отсылкой к «Охотникам за привидениями») почти полностью разворачивается в мире, состоящем из галлюцинаций, одна из которых — почти немой персонаж, которого в другой галлюцинации явно называют «Зелёная танцующая девушка», отсылка к Орионам из «Звёздного пути».
- В «Теории большого взрыва» 11-го сезона 4-го эпизода Леонард жалуется, что химчистка не смогла вывести пятно с его униформы Звёздного Флота. Пенни замечает, что ему не пришлось бы так часто чистить, если бы он не заставлял её наносить зелёную краску для тела в постели, но Леонард решает, что это того стоит.